# آب‌سنگ حلقوی اوتیریک
آب‌سنگ حلقوی اوتیریک (به لاتین: Utirik Atoll) یک آب‌سنگ حلقوی در جزایر مارشال است که در زنجیره راتاک واقع شده‌است. آب‌سنگ حلقوی اوتیریک ۲٫۴۳ کیلومتر مربع مساحت و ۴۰۹ نفر جمعیت دارد و ۳ متر بالاتر از سطح دریا واقع شده‌است.